# Bittacus maculatus
Bittacus maculatus är en näbbsländeart som beskrevs av Syuti Issiki 1927. Bittacus maculatus ingår i släktet Bittacus och familjen styltsländor. Inga underarter finns listade i Catalogue of Life.